# Lyczkadzor
Lyczkadzor – wieś w Armenii, w prowincji Tawusz. W 2011 roku liczyła 433 mieszkańców.